# Décès en avril 2012
Décès
- 2008
- 2009
- 2010
- 2011
- 2012
- 2013
- 2014
- 2015
- 2016

Pour une information complémentaire, voir la page d'aide.

## Avril 2012
| Date      | Nom                         | Activités | Âge | Source |
| --------- | --------------------------- | --- | --- | ------ |
| 1er avril | Giorgio Chinaglia           | Footballeur international italien. | 65  |        |
| 1er avril | Miguel de la Madrid         | Homme politique mexicain, président du Mexique entre 1982 et 1988.                                                                               | 77  |        |
| 2 avril   | Jesús Aguilarte (en)        | Gouverneur de l'état vénézuélien d'Apure (en 1999-2000, 2004-2011).                                                                              | 53  | (es)   |
| 2 avril   | James Delaney               | Athlète américain, médaille d'argent du lancer du poids lors des Jeux olympiques de 1948.                                                        | 91  | (en)   |
| 2 avril   | Lucile Passavant            | Poétesse, peintre pastelliste, sculptrice et graveuse sur bois française.                                                                        | 102 |        |
| 3 avril   | Danielle Bonel              | Actrice française, secrétaire et confidente de la chanteuse Édith Piaf de 1937 à 1963.                                                           | 92  |        |
| 3 avril   | Richard Descoings           | Haut fonctionnaire français, Conseiller d'État et directeur de l'Institut d'études politiques de Paris.                                          | 53  |        |
| 3 avril   | Eduardo Luis Duhalde        | Secrétaire d'État argentin aux droits de l'homme.                                                                                                | 72  |        |
| 3 avril   | Raymond Jean                | Écrivain et essayiste français. | 86  |        |
| 3 avril   | Xenia Stad-de Jong          | Athlète néerlandaise, médaille d'or du relais 4 × 100 mètres lors des Jeux olympiques de 1948.                                                   | 90  | (nl)   |
| 3 avril   | José María Zárraga          | Footballeur international espagnol puis entraîneur.                                                                                              | 81  | (es)   |
| 4 avril   | Anne Karin Elstad           | Romancière norvégienne. | 74  | (no)   |
| 4 avril   | Hervé Guiraud               | joueur de rugby à XIII français. | 59  |        |
| 4 avril   | Dubravko Pavličić           | Footballeur international croate. | 44  | (es)   |
| 4 avril   | Jean-Marc Restoux           | Ancien SDF participant au mouvement des Enfants de Don Quichotte et candidat à l'élection municipale dans le 6e arrondissement de Paris en 2008. | 58  |        |
| 5 avril   | Claude Miller               | Réalisateur français. | 70  |        |
| 5 avril   | Yves Jaigu                  | Personnalité de l'audiovisuel français, président de France Culture de 1975 à 1984.                                                              | 88  |        |
| 5 avril   | Jim Marshall                | Entrepreneur anglais, fondateur de la marque d'amplificateurs de guitares et basses Marshall.                                                    | 88  |        |
| 5 avril   | Ferdinand Alexander Porsche | Designer allemand, créateur de la Porsche 911 et petit-fils de Ferdinand Porsche (fondateur de la marque Porsche).                               | 76  |        |
| 5 avril   | Peter Tapsell               | Homme politique néo-zélandais, ministre de l'Intérieur puis premier Maori à présider la Chambre des représentants.                               | 82  | (en)   |
| 5 avril   | Nakatindi Wina              | Femme politique zambienne, première femme ministre de son pays.                                                                                  | 67  | (en)   |
| 6 avril   | Serge Grenier               | Humoriste québécois, membre des Cyniques. | 73  |        |
| 6 avril   | Fang Lizhi                  | Dissident chinois. | 76  |        |
| 6 avril   | Louttre.B                   | Peintre et graveur français. | 85  |        |
| 6 avril   | Bingu wa Mutharika          | Président de la république du Malawi. | 78  |        |
| 7 avril   | Denis Clerc                 | Homme politique suisse, ex-Conseiller d'État du canton de Fribourg.                                                                              | 76  |        |
| 7 avril   | Ignace Moussa Ier Daoud     | Cardinal syrien, préfet émérite de la congrégation pour les églises orientales.                                                                  | 81  |        |
| 7 avril   | René Guthmuller             | Footballeur français. | 85  |        |
| 7 avril   | Cyril Lefebvre              | Musicien, ’pataphysicien et érudit français. | 64  |        |
| 7 avril   | Mike Wallace                | Journaliste américain. | 93  |        |
| 8 avril   | François Brigneau           | Journaliste, écrivain, éditeur et militant d'extrême droite français, cofondateur du Front national.                                             | 92  |        |
| 8 avril   | Jack Tramiel                | Homme d'affaires américain, fondateur de Commodore International puis directeur d'Atari (1984-1996).                                             | 83  |        |
| 8 avril   | Mira Zore-Armanda           | Océanographe croate. | 82  | (en)   |
| 9 avril   | Takeshi Aono                | Acteur de doublage japonais. | 75  | (en)   |
| 9 avril   | Gérard Enault               | Haut fonctionnaire français, directeur général de la Fédération française de football de 1993 à 2005.                                            | 68  |        |
| 9 avril   | Mark Lenzi                  | Plongeur américain, champion olympique lors des Jeux olympiques de Barcelone en 1992.                                                            | 43  |        |
| 9 avril   | Malcolm Thomas              | Joueur de rugby à XV gallois. | 82  | (en)   |
| 10 avril  | Luis Aponte Martínez        | Premier cardinal portoricain, archevêque émérite de San Juan de Porto Rico (1964-1999).                                                          | 89  |        |
| 10 avril  | Raymond Aubrac              | Résistant français à l'Occupation allemande et au régime de Vichy pendant la Seconde Guerre mondiale, mari de Lucie Aubrac.                      | 97  |        |
| 10 avril  | Jean Stout                  | Chanteur et acteur de doublage français, voix chantée de Baloo dans Le Livre de la jungle.                                                       | 78  |        |
| 10 avril  | René Bérangé                | Footballeur français. | 71  |        |
| 11 avril  | Julio Alemán                | Acteur mexicain. | 78  | (en)   |
| 11 avril  | Ahmed Ben Bella             | Homme politique algérien, président de la République algérienne démocratique et populaire de 1963 à 1965.                                        | 95  |        |
| 11 avril  | Gustaf Jansson              | Athlète suédois, médaillé de bronze du marathon lors des Jeux olympiques de 1952.                                                                | 90  | (sv)   |
| 11 avril  | Hal McKusick                | Saxophoniste et flûtiste de jazz américain. | 87  | (en)   |
| 13 avril  | Jonathan Frid               | Acteur canadien. | 87  |        |
| 13 avril  | Margarita Lilova (de)       | Chanteuse d'opéra austro-bulgare mezzo-soprano.                                                                                                  | 76  |        |
| 14 avril  | Émile Bouchard              | Joueur de hockey sur glace canadien. | 92  |        |
| 14 avril  | William Finley              | Acteur américain. | 69  |        |
| 14 avril  | Charles Miller Fisher       | Neurologue canadien. | 98  |        |
| 14 avril  | Piermario Morosini          | Footballeur italien. | 25  |        |
| 14 avril  | Pierre Sainderichin         | Journaliste français. | 94  |        |
| 15 avril  | Paul Bogart                 | Réalisateur et producteur américain. | 92  | (en)   |
| 15 avril  | Murray Rose                 | Nageur australien, quadruple champion olympique sur 400 m (1956 et 1960), 1500 m et 4 × 200 m (1956).                                            | 73  |        |
| 15 avril  | Dwayne Schintzius           | Basketteur américain. | 43  | (en)   |
| 16 avril  | Jean Fréchaut               | Coureur cycliste français. | 97  |        |
| 16 avril  | Lee Kyung-Hwan              | Footballeur sud-coréen. | 24  |        |
| 16 avril  | Mærsk Mc-Kinney Møller      | Homme d'affaires et armateur danois, fils d'Arnold Peter Møller (fondateur du groupe A.P. Møller-Mærsk).                                         | 98  | (en)   |
| 16 avril  | Carlo Petrini               | Footballeur italien. | 64  | (it)   |
| 18 avril  | Dick Clark                  | Producteur, acteur et animateur de télévision américain.                                                                                         | 82  |        |
| 18 avril  | Janine Jambu                | Femme politique française, députée de la onzième circonscription des Hauts-de-Seine (1993-2007).                                                 | 69  |        |
| 19 avril  | Gérard Altmann              | Peintre français. | 88  |        |
| 19 avril  | René Gaulon                 | Footballeur franco-béninois. | 84  |        |
| 19 avril  | Greg Ham                    | Musicien australien, membre du groupe Men At Work.                                                                                               | 58  |        |
| 19 avril  | Levon Helm                  | Acteur et musicien américain, batteur du groupe The Band.                                                                                        | 71  | (en)   |
| 19 avril  | Valeri Vassiliev            | Joueur de hockey sur glace russe. | 63  | (en)   |
| 20 avril  | Peter Carsten               | Acteur et producteur de cinéma allemand. | 83  | (en)   |
| 20 avril  | Kaddour Mahieddine          | Coureur cycliste algérien. | 67  |        |
| 20 avril  | Bert Weedon                 | Guitariste et compositeur anglais. | 91  | (en)   |
| 21 avril  | Ikuzo Baba                  | Bassiste du groupe Dragon Ash. | 46  |        |
| 21 avril  | Christian de Bartillat      | Écrivain et éditeur français. | 82  |        |
| 21 avril  | Charles Colson              | Personnalité de la droite chrétienne américaine, conseilleur juridique du président Richard Nixon (1969-1973).                                   | 80  | (en)   |
| 21 avril  | Albert Falco                | Plongeur français, capitaine de la Calypso | 84  |        |
| 21 avril  | Jerry Toppazzini (en)       | Joueur et entraîneur de hockey sur glace canadien.                                                                                               | 80  | (en)   |
| 22 avril  | Alain Spault                | Footballeur français. | 51  |        |
| 23 avril  | Tommy Marth (en)            | Saxophoniste américain, musicien live du groupe The Killers.                                                                                     | 33  | (en)   |
| 24 avril  | Miguel Portas               | Député européen portugais, membre du Bloc de gauche.                                                                                             | 53  | (pt)   |
| 25 avril  | Louis le Brocquy            | Artiste peintre irlandais. | 95  | (en)   |
| 26 avril  | Terence Spinks              | Boxeur anglais, médaille d'or des poids mouches lors des Jeux olympiques de 1956.                                                                | 74  | (en)   |
| 27 avril  | David Weiss                 | Artiste suisse, membre du duo Fischli/Weiss. | 65  |        |
| 28 avril  | Fred Allen                  | Joueur puis entraîneur de rugby à XV néo-zélandais.                                                                                              | 92  | (en)   |
| 28 avril  | Matilde Camus               | Poétesse espagnole. | 92  | (es)   |
| 28 avril  | Pierre Magnan               | Écrivain français. | 89  |        |
| 28 avril  | Patricia Medina             | Actrice anglaise. | 92  | (en)   |
| 28 avril  | Ervin Zádor                 | Joueur de water-polo hongrois, champion olympique en 1956.                                                                                       | 77  | (en)   |
| 29 avril  | Éric Charden                | Chanteur français, membre du duo Stone et Charden.                                                                                               | 69  |        |
| 29 avril  | Choukri Ghanem              | Homme politique libyen, proche de Mouammar Kadhafi.                                                                                              | 69  |        |
| 29 avril  | Joel Goldsmith              | Compositeur américain. | 54  |        |
| 29 avril  | Fernand Morel               | Peintre et galeriste suisse. | 97  | (en)   |
| 29 avril  | Roland Moreno               | Inventeur français, créateur de la carte à puce en 1974.                                                                                         | 66  |        |
| 29 avril  | Amarillo Slim               | Joueur de poker professionnel américain. | 83  |        |
| 30 avril  | Tomás Borge                 | Homme politique nicaraguayen, cofondateur du Front sandiniste de libération nationale.                                                           | 81  |        |
| 30 avril  | Alexander Dale Oen          | Nageur norvégien, médaille d'argent aux Jeux olympiques de 2008, champion du monde du 100 m brasse en 2011 et triple champion d'Europe.          | 26  |        |
| 30 avril  | George Murdock              | Acteur américain. | 81  | (en)   |